# Francesco Spadafora
Francesco Spadafora (Cosenza, le 1er janvier 1913 - Rome, le 10 mars 1997) était un prêtre, bibliste, exégète et écrivain italien.

## Biographie
Spadafora a été ordonné prêtre le 10 août 1935. Il a été professeur d'exégèse biblique à l'Université du Latran. Spadafora est nommé en 1962 par Jean XXIII expert (peritus) sur les Saintes Écritures au cours du Concile Vatican II. Il accusa Maximilian Zerwick, Stanislas Lyonnet et Jacques Dupont d'accepter les vues de l'École des formes et de jeter le doute sur les certitudes historiques concernant Jésus. Il était le père spirituel de Sœur Elena Aiello.

## Œuvres
- Francesco Spadafora, « Gesù e la fine di Gerusalemme », pref. di A. Vaccari. Rovigo, Ist. Padano di Arti Grafiche, 1950, 16°, pp. 136. Dans cet ouvrage, Spadafora donne son interprétation du discours eschatologique de Jésus. À l’encontre de l’exégèse catholique commune distinguant l’annonce de la ruine de Jérusalem et de la fin du monde, Spadafora prouve que tout le discours ne vise que la fin de l’état juif et la diffusion de l’Église[2]. Cette interprétation du discours eschatologique de Jésus a été adoptée par Pierre Benoit[3] et Ceslas Spicq[2].
- Francesco Spadafora, Collettivismo e Individualismo nel Vecchio Testamento (Quaderni Esegetici), Rovigo, Istituto Padano, 1953 ;
- Francesco Spadafora et Pietro Boccaccio, Dizionario biblico, Editrice Studium, 1955 ;
  - Francesco Spadafora, Dizionario biblico, Effedieffe, 2020, 3e éd., 892 p. (ISBN 978-8885742239) ;
- Francesco Spadafora, L'escatologia in San Paolo, Studium, Roma 1957 ;
- Francesco Spadafora, Razionalismo, esegesi cattolica e magistero, Tip. Armellini, 1962 ;
- Francesco Spadafora, Maria Santissima nella Sacra Scrittura, Roma, Libreria Editrice della Pontificia Università Lateranense, 1963, in-8°, pp. 136;
- Francesco Spadafora, Leone XIII e gli studi biblici, Istituto padano di arti grafiche, 1976 ;
- Francesco Spadafora, Cristianesimo e giudaismo, Amicizia Cristiana, 2012, 112 p. (ISBN 978-88-89757-49-9) ;
- Francesco Spadafora, S. Paolo alla conquista dell'Impero, Volpe, 1983 ;
- Francesco Spadafora, Il postconcilio. Crisi : diagnosi e terapia, Volpe, 1991 ;
- Francesco Spadafora, La Tradizione contro il Concilio, Volpe, 1989 ;
- Francesco Spadafora, La nuova esegesi, Les amis de Saint François de Sales, 1996 ;
- Francesco Spadafora, La risurrezione di Gesù, Cantagalli, 2010 (EAN 9788882725419).